# Железнодорожный транспорт в Якутии
Железнодорожный транспорт в Якутии — одна из важнейших составляющих частей транспортной системы республики. С развитием железнодорожного транспорта в республике связываются перспективы интенсификации её экономического развития, освоение месторождений ряда полезных ископаемых, включение значительной части территории республики (на которой проживает большинство её населения) в зону круглогодичной транспортной доступности и снижение затрат на организацию северного завоза.

## Железнодорожные линии

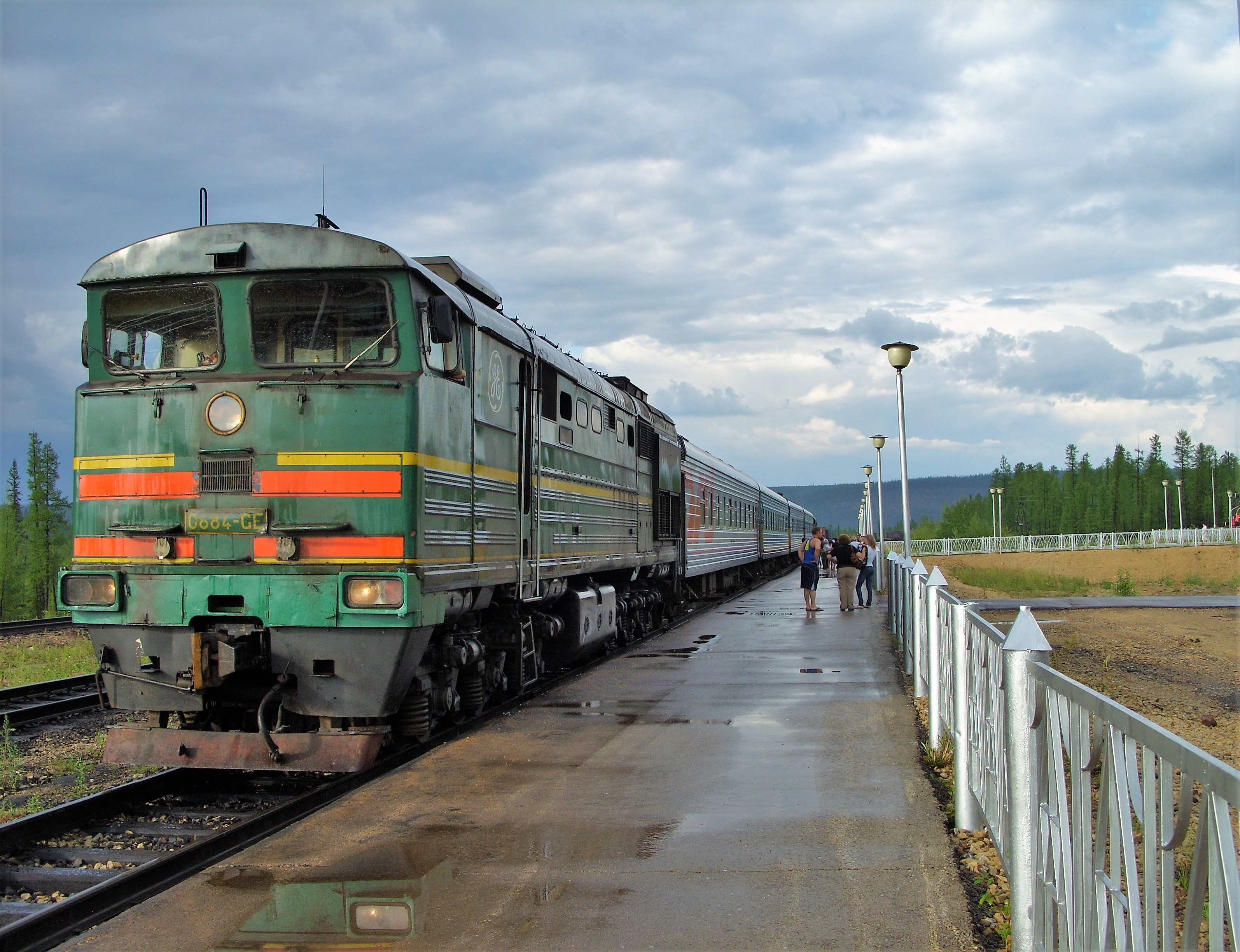
Пассажирский поезд на станции Томмот

Железнодорожные линии, проходящие по территории республики:
- участок «Большого БАМа» протяжённостью в несколько десятков километров, примыкающий к станции Хани, расположенной на 1864 километре БАМ на стыке между Восточно-Сибирской и Дальневосточной железными дорогами в юго-западной части Республики рядом с границами Забайкальского края и Амурской области на территории одноимённого посёлка, относящегося к Нерюнгринскому району (при этом расстояние от Хани до районного центра Нерюнгри по железной дороге составляет около 700 километров)[1][2][3];
- участок Амуро-Якутской магистрали, соединяющей БАМ (разъезд Бестужево, 2375 км) с южными и центральными районами Якутии, который начинается примерно от разъезда Якутский (285 км АЯМ) на границе Амурской области с Якутией; проходит через Беркакит — Нерюнгри (в эксплуатации с конца 1970-х годов) — Алдан — Томмот (в эксплуатации с середины 1990-х годов) — Нижний Бестях (в эксплуатации с 2014 года);
- участок железнодорожной линии Улак — Эльга  — Манорский мыс, соединяющий разъезд Улак Дальневосточной железной дороги с расположенным в юго-восточной Якутии Эльгинским угольным месторождением, и далее ведущий к порту на мысе Манорский в Хабаровском крае [4].
- Участок Нижний Бестях — речной порт, построен в 2024 году.

## Организации, связанные с железнодорожным транспортом

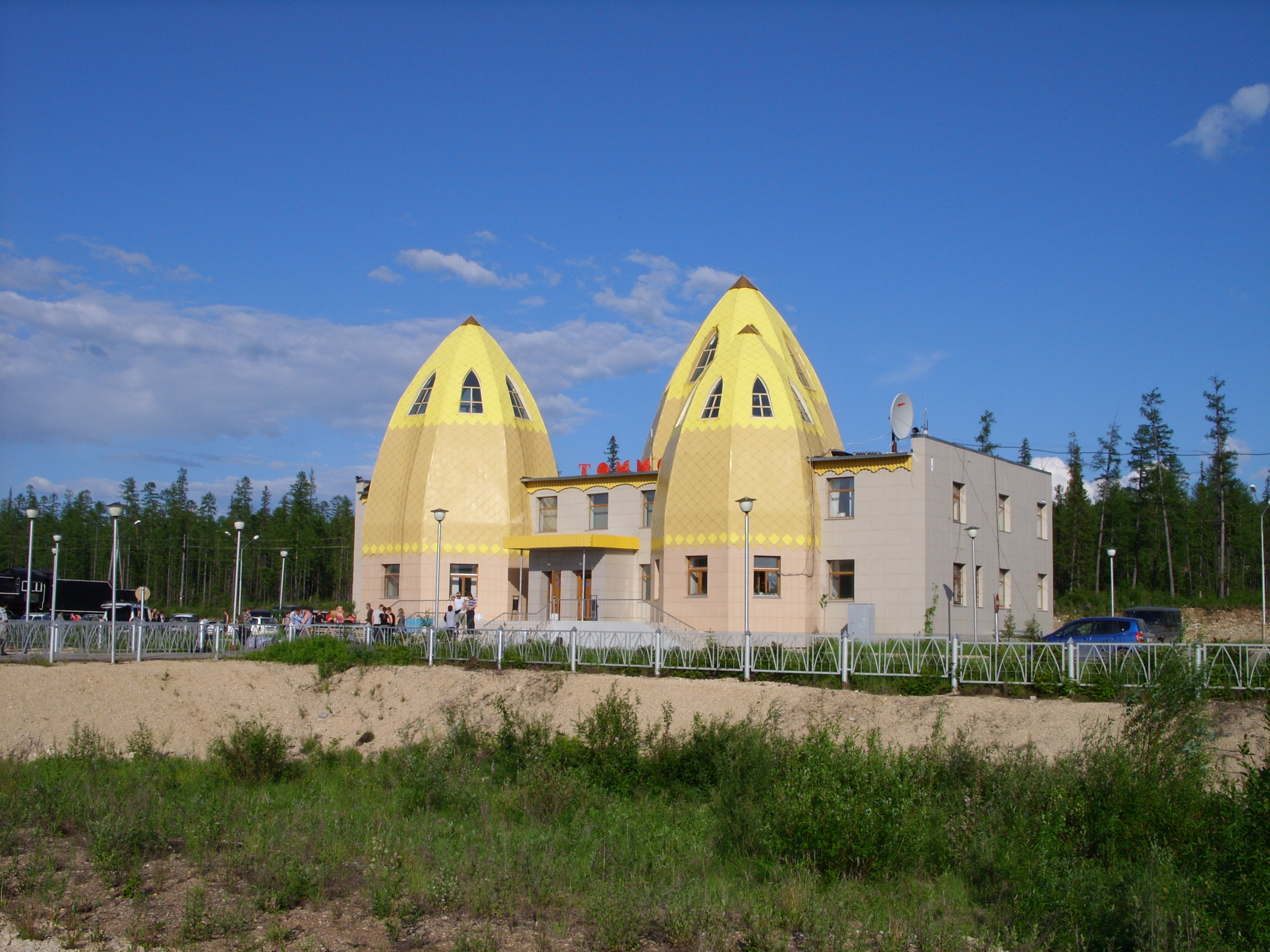
Вокзал Томмот

Организации, осуществляющие эксплуатацию и строительство железнодорожных линий на территории Республики:
- Дальневосточная железная дорога — часть Байкало-Амурской магистрали, включая участок, примыкающей к станции Хани (на стыке с Восточно-Сибирской железной дорогой) и южная часть Амуро-Якутской магистрали (до ст. Нерюнгри-Грузовая)
- Железные дороги Якутии — северная часть Амуро-Якутской магистрали от ст. Нерюнгри-Грузовая до Нижнего Бестяха.
- Группа компаний Мечел — железнодорожная линия Улак — Эльга.

## Грузовые перевозки и влияние железной дороги на экономику Якутии

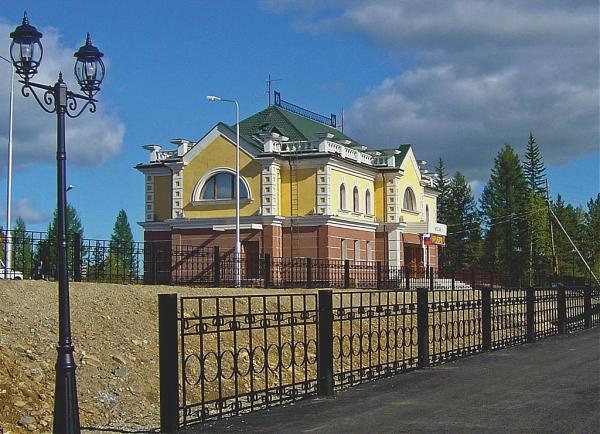
Алдан, ж/д вокзал

Важнейшим шагом на пути реализации целевой программы «Схема комплексного развития производительных сил, транспорта и энергетики Республики Саха (Якутия)» стало сооружение железной дороги Беркакит — Томмот — Якутск, которая в сочетании со строительством автомобильных дорог и модернизацией водного и воздушного транспорта станет основой транспортной сети и позволит радикально улучшить всю транспортно-экономическую ситуацию на 1/5 части территории России.
Строительство железной дороги Беркакит — Томмот — Якутск началось в 1985 году, ещё в советские годы, но в 90-е годы из-за экономических трудностей в стране было заморожено. К тому моменту рельсы доходили до Томмота. Новый этап в реализации проекта наступил в 2002 году при активном содействии тогдашнего президента Якутии В. А. Штырова. В 2004 г. был введён в постоянную эксплуатацию с пуском пассажирского движения участок Нерюнгри — Томмот, а в 2005 г. продолжилось строительство железной дороги на север к Якутску.
Ныне строительство второй очереди железной дороги — участка Томмот — Нижний Бестях вступило в завершающую стадию. В ноябре 2011 г. состоялась укладка «золотого звена» на будущей станции Нижний Бестях. В 2014 году было открыто движение грузовых поездов и линия принята во временную эксплуатацию. 1 июля 2019 года участок Томмот — Нижний Бестях был сдан для постоянной эксплуатации с пуском пассажирского движения.
Амуро-Якутская железнодорожная магистраль положительно влияет на экономическое развитие региона. На круглогодичное обеспечение товарами и материальными ресурсами перешли два крупных района республики — Нерюнгринский и Алданский, а также в значительной степени группа заречных улусов. В настоящее время по функционирующему участку в основном вывозится уголь — около 9 млн тонн в год, а завозятся нефтепродукты — 240—250 тыс. тонн и 600—700 тыс. тонн промышленных и продовольственных товаров.
Приход железной дороги в Якутск коренным образом изменит транспортную схему республики, особенно в центральных улусах, где проживает большая часть её населения. Основной грузопоток до Якутска перейдёт на железнодорожный транспорт, что приведёт к снижению перевозок на речном транспорте и росту грузовых перевозок на автомобильном и, частично, на авиационном транспорте. К этому времени будет построен грузоперерабатывающий комплекс на правом берегу Лены, а также автомагистрали круглогодичного действия Якутск — Вилюйск — Мирный, Якутск — Хандыга — Магадан и в отдалённой перспективе Якутск — Верхоянск. В эффективном взаимодействии, взаимодополнении разных видов транспорта — залог успеха, развития транспортного комплекса и экономики республики в целом.
В этой связи, для развития транспорта республики жизненно важен проект совмещённого железнодорожно-автомобильного моста через Лену.

### Планируемые железнодорожные линии

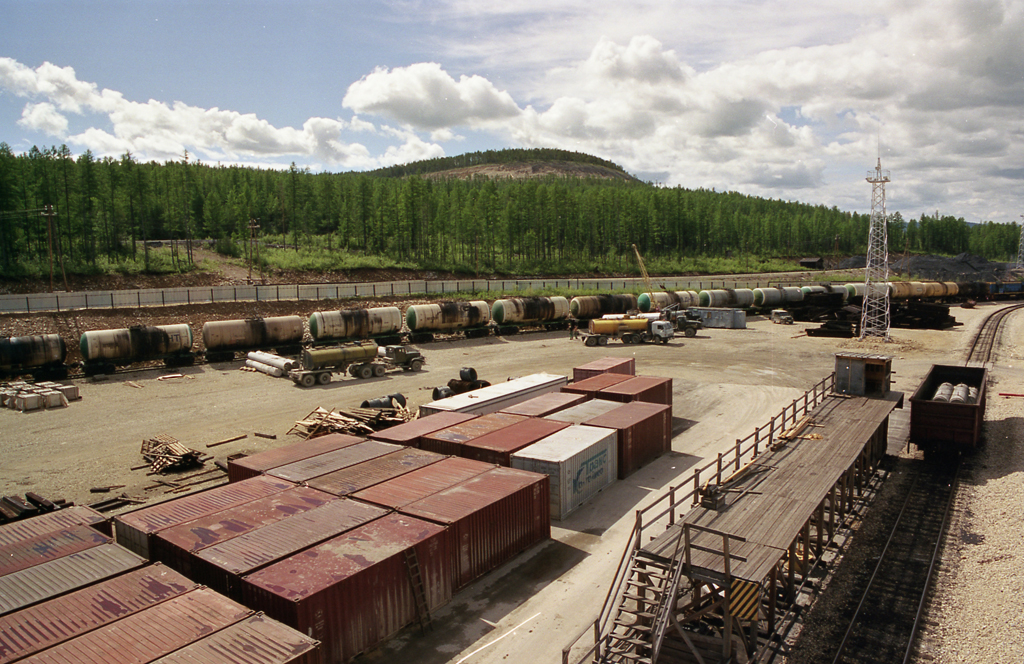
Грузовой двор станции Томмот

Основные направления развития железнодорожного транспорта в республике предусматривают строительство пионерных железнодорожных линий, которые пройдут по местам залегания углеводородного, каменноугольного, железорудного, титанового, полиметаллического и золоторудного сырья и будут способствовать освоению промышленно-сырьевого потенциала малоосвоенных районов страны, в частности, в рамках крупного регионального проекта «Комплексное развитие Южной Якутии»: железнодорожная ветка Улак — Эльга, железные дороги Усть-Кут — Непа — Витим — Ленск, Хани — Олёкминск, продолжение строительства АЯМа в направлении Якутск — Магадан. По подсчётам экономистов, каждый вложенный в развитие транспортной системы Республики Саха (Якутия) рубль даст 25 рублей дохода.
Полный список планируемых в ближайшем и отдалённом будущем железнодорожных линий:
- ж/д Беркакит — Томмот — Якутск с совмещённым железнодорожно-автомобильным мостом через р. Лена до г. Якутск (введена в эксплуатацию до Нижнего Бестяха (правый берег Лены) в 2014 г.);
- ж/д Нижний Бестях — Магадан (до 2030 г.);
- ж/д Усть-Кут — Непа — Ленск (до 2030 г.);
- ж/д станция Томмот — Эльконский ГОК (до 2020 г.; по состоянию на 2022 г., строительство не начато);
- ж/д Косаревский — Селигдарский ГКХ (до 2020 г.; по состоянию на 2022 г., строительство не начато);
- ж/д станция Таёжная — Таёжный ГОК (до 2018 г.; по состоянию на 2022 г., строительство не начато);
- ж/д станция Икабьекан — Тарыннахский ГОК (до 2020 г.; по состоянию на 2022 г., строительство не начато);
- ж/д Чульбасс — Инаглинская ОФ (до 2018 г.; по состоянию на 2022 г., строительство не начато);
- ж/д Хани — Олёкминск (до 2030 г.);
- ж/д Улак — Эльга (введена в эксплуатацию в 2012 г.)[9].

## Пассажирское сообщение

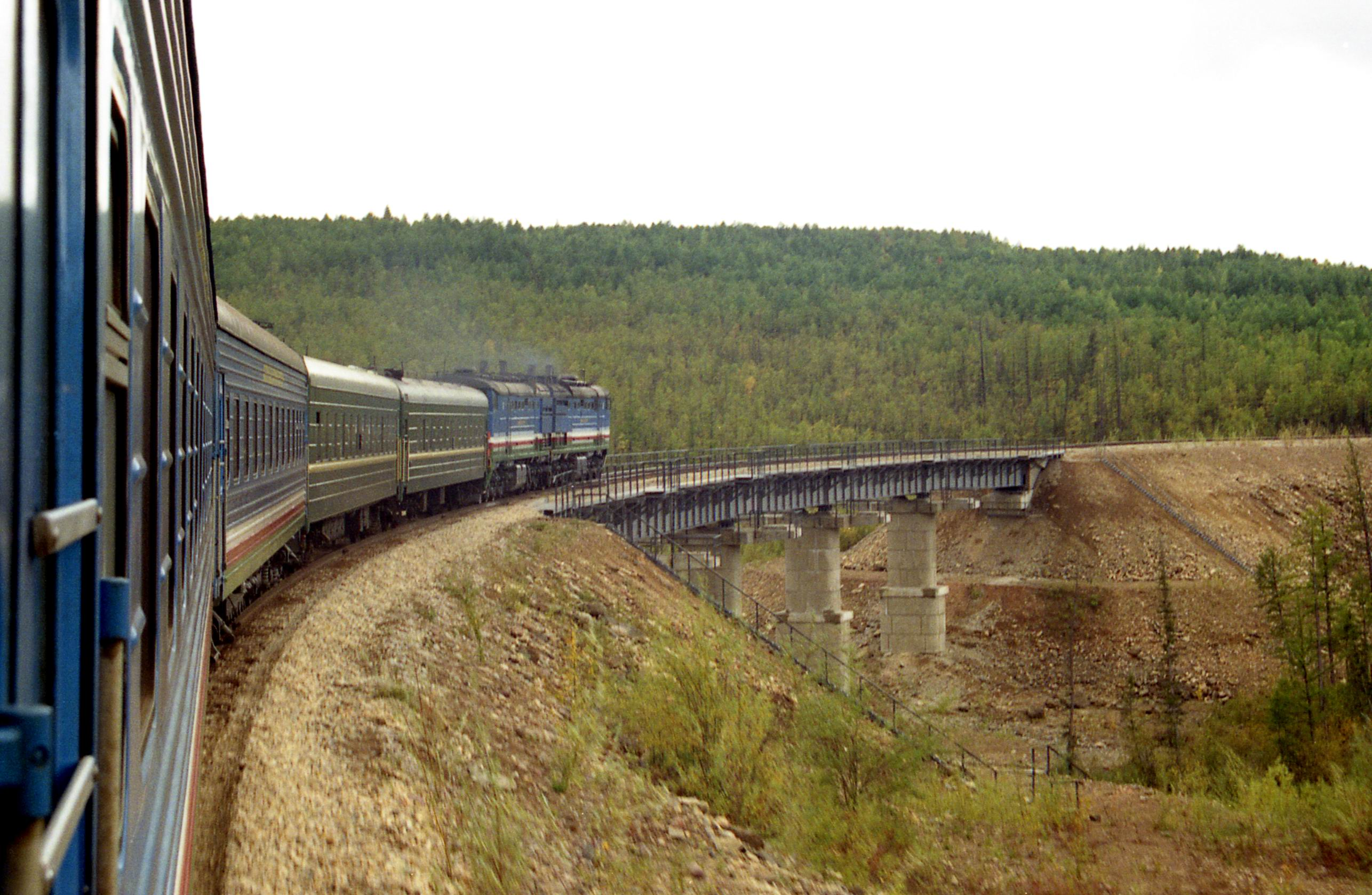
Поезд на линии Нерюнгри — Томмот

На 01.01.2024 пассажирское сообщение в Якутии существует от её южной границы до станции Нижний Бестях. Станция Нерюнгри-Пассажирская является конечной станцией Дальневосточной железной дороги (Тындинское отделение). От станции Нерюнгри курсируют:
- Поезд № 325 Нерюнгри — Хабаровск;
- Поезд № 375 Нерюнгри — Тайшет;
- Поезд № 687 Нерюнгри — Сковородино;
- Беспересадочный вагон Нерюнгри — Москва;
- Беспересадочный вагон Нерюнгри — Новосибирск;
- Беспересадочный вагон Нерюнгри — Кисловодск.

Участок Нерюнгри — Томмот — Нижний Бестях эксплуатируется компанией «Железные дороги Якутии». Ходят регулярные пассажирские поезда и ряд беспересадочных вагонов:
- Поезд № 317/318 Нижний Бестях — Благовещенск;
- Поезд № 321/322 Нижний Бестях — Нерюнгри;
- Поезд № 327/328 Нижний Бестях — Тында;
- Беспересадочный вагон Нижний Бестях — Иркутск;
- Беспересадочный вагон Нижний Бестях — Владивосток.

Таким образом, станции Нерюнгри и Нижний Бестях включены в общероссийскую сеть железных дорог и имеют прямое пассажирское сообщение с Москвой, Хабаровском, Благовещенском, Иркутском, Новосибирском и другими городами, а также с курортами Северного Кавказа.

## Железнодорожные станции, остановочные пункты и разъезды

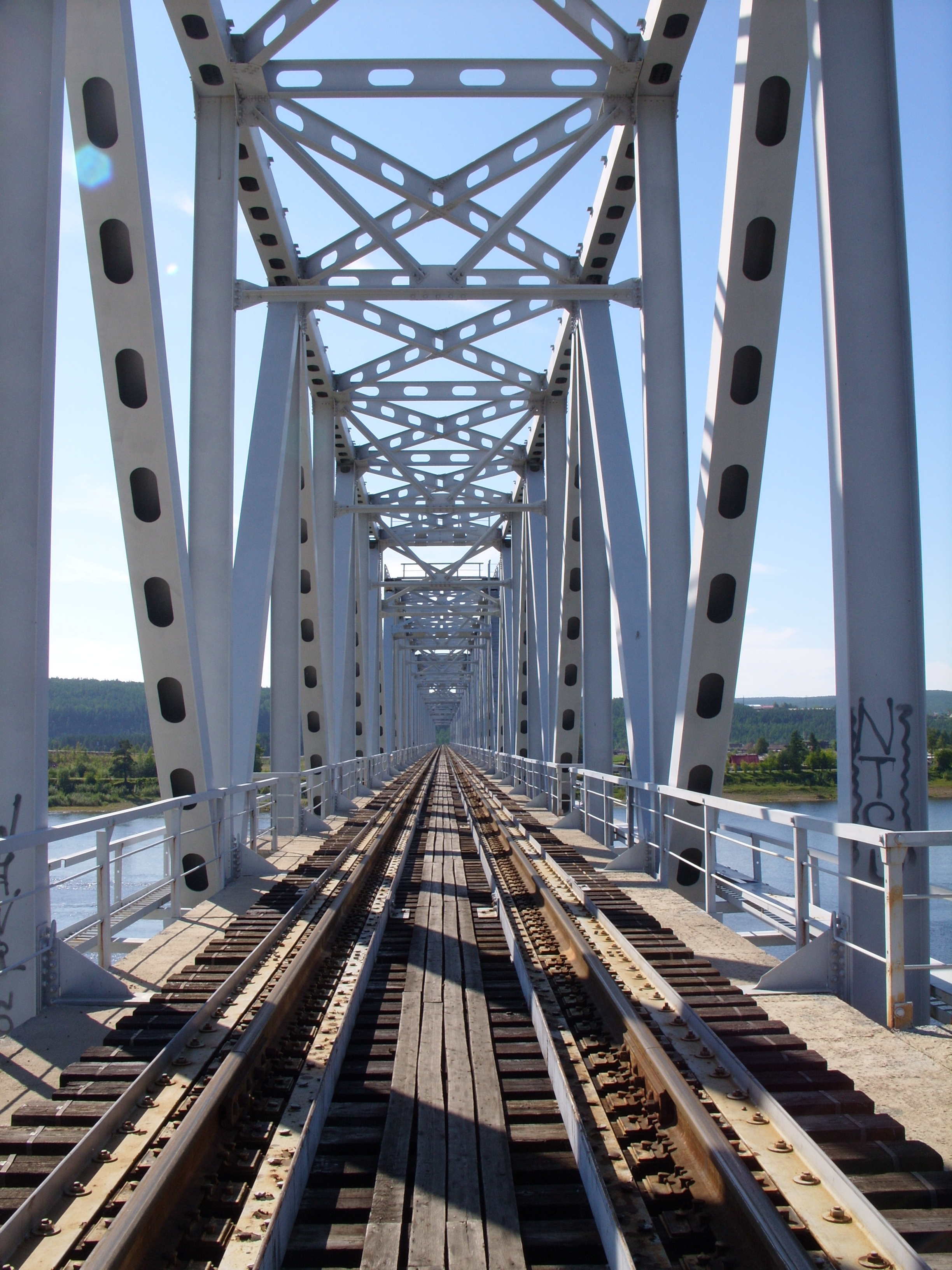
Железнодорожный мост через р. Алдан в Томмоте

Главные железнодорожные станции Якутии: Беркакит, Нерюнгри-пассажирская, Нерюнгри-грузовая, Алдан, Томмот.
Основной ход Байкало-Амурской магистрали
- Олонгдо (разъезд)
- Хани (станция)

Действующий участок Амуро-Якутской магистрали
- Нагорная-Якутская (станция)
- Аям (разъезд)
- Золотинка (станция)
- Окурдан (станция)
- Оборчо (разъезд)
- Беркакит (станция)
- Нерюнгри-Пассажирская (станция)
- Нерюнгри-Грузовая (станция)
- Денисовский (разъезд)
- Чульман (станция)
- Чульбасс (разъезд)
- Тенистый (разъезд)
- Хатыми (разъезд)
- Огоньер (разъезд)
- Таежная (станция)
- Большой Нимныр (станция)
- Селигдар (разъезд)
- Косаревский (разъезд)
- Алдан (станция)
- Куранах (станция)
- Томмот (станция)
- Болотный (разъезд)
- Амга (станция)
- Карбыкан (разъезд)
- Кюргелях (станция)
- Ханиердах (разъезд)
- Олень (станция Амуро-Якутской магистрали)
- Лютенка (разъезд)
- Кердем (станция)
- Менда (разъезд)
- Рассолода (разъезд)
- Правая Лена (станция)
- Хаптагай (разъезд)
- Нижний Бестях (станция)